# Austrothaumalea similis
Austrothaumalea similis är en tvåvingeart som beskrevs av Günther Theischinger 1986. Austrothaumalea similis ingår i släktet Austrothaumalea och familjen mätarmyggor. Inga underarter finns listade.